# جيسيكا تايلور
جيسيكا تايلور (بالإنجليزية: Jessica Staveley-Taylor)‏ هي مغنية بريطانية، ولدت في 23 يونيو 1980 في برستون في المملكة المتحدة.